# Abronia campbelli
Abronia aurita (абронія Кемпбелла) — вид веретільницеподібних ящірок родини веретільницевих (Anguidae). Ендемік Гватемали. Вид названий на честь американського герпетолога Джонатана Етвуда Кемпбелла.

## Поширення і екологія
Абронії Кемпбелла відомі з типової місцевості, розташованої на горі Серра-Таблон-де-лас-Мінас в департаменті Халапа на сході Гватемали. Вони живуть у вологих гірських тропічних лісах та в сосново-дубових лісах, на висоті від 1800 до 1900 м над рівнем моря. Ведуть деревний спосіб життя.

## Збереження
МСОП класифікує цей вид як такий, що перебуває на межі зникнення. Abronia campbelli загрожує знищення природного середовища. За оцінками дослідників, популяція цього виду становить близько 500 особин.